# Maslinella
Maslinella es un género de foraminífero bentónico de la subfamilia Victoriellinae, de la familia Victoriellidae, de la superfamilia Planorbulinoidea, del suborden Rotaliina y del orden Rotaliida. Su especie tipo es Maslinella chapmani. Su rango cronoestratigráfico abarca el Priaboniense (Eoceno superior).

## Clasificación
Maslinella incluye a la siguiente especie:
- Maslinella chapmani †